# Aouille Tseuque
Aouille Tseuque – szczyt górski należący do Alp Pennińskich, położony na granicy Szwajcarii i Włoch. Od północnej strony szczytu rozpościera się lodowiec Otemma.